# Sils (Spanje)
Sils is een gemeente in de Spaanse provincie Girona in de regio Catalonië met een oppervlakte van 30 km². Sils telt 5.910 inwoners (1 januari 2016).

## Demografische ontwikkeling
Bron: INE, 1857-2011: volkstellingen